# 델리아 셰퍼드
델리아 셰퍼드(덴마크어: Delia Sheppard, 1961년 ~ )는 덴마크의 영화 배우, 가수, 모델, 발레 무용수이다.
9세부터 발레 무용수로 활동했으며 덴마크, 프랑스 등에서 공연을 개최했다. 1980년대에는 모델, 영화 배우로 활동했고 1985년에는 프랑스에서 음반을 발표했다. 1988년 4월에는 《펜트하우스》가 지정한 이 달의 펜트하우스 펫(Pet of the Month)으로 선정했다.

## 출연 작품
- Sexbomb (1989)
- Witchcraft II: The Temptress (1990)
- Rocky V (1990)
- Mirror Images (1992)
- Roots of Evil (1992)
- Vampire in Vegas (2009)